# Telek András
Telek András (Budapest, 1970. december 10. –) válogatott labdarúgó, középhátvéd, edző, biztosítási üzletkötő. 1992-ben az év labdarúgója volt Magyarországon.

## Pályafutása

### A válogatottban
1992 és 1996 között 24 alkalommal szerepelt a válogatottban. Hatszoros olimpiai válogatott (1990–91), nyolcszoros ifjúsági válogatott (1988–91), egyszeres utánpótlás válogatott (1990).

## Sikerei, díjai
- Magyar bajnokság
  - bajnok: 1991–92, 1994–95, 1995–96, 2001–02
  - 2.: 1990–91, 1998–99
  - 3.: 1989–90, 1992–93, 1996–97
- Magyar kupa
  - győztes: 1991, 1993, 1994, 1995
- Magyar szuperkupa
  - győztes: 1993, 1994, 1995
- Szlovák bajnokság
  - bajnok: 1996–1997, 1997–1998

- Az év labdarúgója: 1992
- Golden Gate-díj: 1992–93
- Zöld Sasok-vándordíjas: 1992–93, 1994–95
- az FTC örökös bajnoka

## Statisztika

### Mérkőzései a válogatottban
| Magyarország | Magyarország         | Magyarország                  | Magyarország     | Magyarország | Magyarország            | Magyarország | Magyarország | Magyarország |
| #            | Dátum                | Helyszín                      | Hazai            | Eredmény     | Vendég                  | Kiírás       | Gólok        | Esemény      |
| ------------ | -------------------- | ----------------------------- | ---------------- | ------------ | ----------------------- | ------------ | ------------ | ------------ |
| 1.           | 1992. március 25.    | Budapest, Népstadion          | Magyarország     | 2 – 1        | Ausztria                | barátságos   | -            |              |
| 2.           | 1992. április 29.    | Ungvár                        | Ukrajna          | 1 – 3        | Magyarország            | barátságos   | -            |              |
| 3.           | 1992. május 12.      | Budapest, Népstadion          | Magyarország     | 0 – 1        | Anglia                  | barátságos   | -            |              |
| 4.           | 1992. május 27.      | Stockholm, Råsunda Stadion    | Svédország       | 2 – 1        | Magyarország            | barátságos   | -            |              |
| 5.           | 1992. június 3.      | Budapest, Népstadion          | Magyarország     | 1 – 2        | Izland                  | vb-selejtező | -            |              |
| 6.           | 1992. szeptember 9.  | Luxembourg, Municipal Stadion | Luxemburg        | 0 – 3        | Magyarország            | vb-selejtező | -            | 65'          |
| 7.           | 1992. szeptember 23. | Budapest, Üllői úti Stadion   | Magyarország     | 0 – 0        | Izrael                  | barátságos   | -            |              |
| 8.           | 1993. március 7.     | Fukuoka, Hakatanomori Stadion | Japán            | 0 – 1        | Magyarország            | Kirin-kupa   | -            |              |
| 9.           | 1993. március 10.    | Nagoja, Mizuho Stadion (JPN)  | Egyesült Államok | 0 – 0        | Magyarország            | Kirin-kupa   | -            |              |
| 10.          | 1993. március 31.    | Budapest, Népstadion          | Magyarország     | 0 – 1        | Görögország             | vb-selejtező | -            |              |
| 11.          | 1993. április 15.    | Budapest, Népstadion          | Magyarország     | 0 – 2        | Svédország              | barátságos   | -            |              |
| 12.          | 1993. április 28.    | Moszkva, Luzsnyiki Stadion    | Oroszország      | 3 – 0        | Magyarország            | vb-selejtező | -            |              |
| 13.          | 1993. május 29.      | Dublin, Lansdowne Road        | Írország         | 2 – 4        | Magyarország            | barátságos   | -            |              |
| 14.          | 1993. június 16.     | Reykjavík, Laugardalsvöllur   | Izland           | 2 – 0        | Magyarország            | vb-selejtező | -            |              |
| 15.          | 1994. március 23.    | Linz                          | Ausztria         | 1 – 1        | Magyarország            | barátságos   | -            |              |
| 16.          | 1994. szeptember 7.  | Budapest, Népstadion          | Magyarország     | 2 – 2        | Törökország             | Eb-selejtező | -            |              |
| 17.          | 1995. szeptember 6.  | Isztambul                     | Törökország      | 2 – 0        | Magyarország            | Eb-selejtező | -            |              |
| 18.          | 1995. október 11.    | Zürich                        | Svájc            | 3 – 0        | Magyarország            | Eb-selejtező | -            |              |
| 19.          | 1996. április 10.    | Eszék                         | Horvátország     | 4 – 1        | Magyarország            | barátságos   | -            |              |
| 20.          | 1996. április 24.    | Budapest, Népstadion          | Magyarország     | 0 – 2        | Ausztria                | barátságos   | -            | 46'          |
| 21.          | 1996. május 18.      | London, Wembley Stadion       | Anglia           | 3 – 0        | Magyarország            | barátságos   | -            | 82'          |
| 22.          | 1996. június 1.      | Budapest, Népstadion          | Magyarország     | 0 – 2        | Olaszország             | barátságos   | -            | 85'          |
| 23.          | 1996. augusztus 14.  | Siófok                        | Magyarország     | 3 – 1        | Egyesült Arab Emírségek | barátságos   | -            |              |
| 24.          | 1996. szeptember 1.  | Budapest, Népstadion          | Magyarország     | 1 – 0        | Finnország              | vb-selejtező | -            |              |
|              | Összesen             |                               |                  | 24           | mérkőzés                |              | 0            | gól          |

### Mérkőzései a női válogatott szövetségi edzőjeként
| Magyarország | Magyarország         | Magyarország                      | Magyarország  | Magyarország | Magyarország  | Magyarország | Magyarország | Magyarország |
| #            | Dátum                | Helyszín                          | Hazai         | Eredmény     | Vendég        | Kiírás       | Gólok        | Esemény      |
| ------------ | -------------------- | --------------------------------- | ------------- | ------------ | ------------- | ------------ | ------------ | ------------ |
| 1.           | 2005. március 17.    | Tapolca                           | Magyarország  | 0 – 3        | Lengyelország | barátságos   | -            |              |
| 2.           | 2005. március 19.    | Tapolca                           | Magyarország  | 0 – 4        | Lengyelország | barátságos   | -            |              |
| 3.           | 2005. április 12.    | Kisudvarnok                       | Szlovákia     | 2 – 1        | Magyarország  | barátságos   | -            |              |
| 4.           | 2005. április 13.    | Győr, Integral-DAC pálya          | Magyarország  | 2 – 0        | Szlovákia     | barátságos   | -            |              |
| 5.           | 2005. május 24.      | Zalaegerszeg                      | Magyarország  | 2 – 0        | Szlovénia     | barátságos   | -            |              |
| 6.           | 2005. szeptember 24. | Bük                               | Magyarország  | 0 – 3        | Ausztria      | vb-selejtező | -            |              |
| 7.           | 2005. október 27.    | Tapolca                           | Magyarország  | 0 – 13       | Anglia        | vb-selejtező | -            |              |
| 8.           | 2005. november 9.    | Blois                             | Franciaország | 2 – 0        | Magyarország  | vb-selejtező | -            |              |
| 9.           | 2006. március 7.     | Szenc                             | Szlovákia     | 3 – 2        | Magyarország  | barátságos   | -            |              |
| 10.          | 2006. március 8.     | Győr                              | Magyarország  | 1 – 0        | Szlovákia     | barátságos   | -            |              |
| 11.          | 2006. március 25.    | Zalaegerszeg, Andráshidai stadion | Magyarország  | 0 – 5        | Hollandia     | vb-selejtező | -            |              |
| 12.          | 2006. április 22.    | Dunaújváros, Dunaferr stadion     | Magyarország  | 0 – 5        | Franciaország | vb-selejtező | -            |              |
| 13.          | 2006. május 11.      | Southampton                       | Anglia        | 2 – 0        | Magyarország  | vb-selejtező | -            |              |
| 14.          | 2006. augusztus 26.  | Bruck an der Leitha               | Ausztria      | 1 – 1        | Magyarország  | vb-selejtező | -            |              |
| 15.          | 2006. szeptember 24. | Zwolle                            | Hollandia     | 4 – 0        | Magyarország  | vb-selejtező | -            |              |
|              | Összesen             |                                   |               | –            | mérkőzés      |              | –            | gól          |

## Külső hivatkozások
- Telek András: A válogatott az nem egy szép történet – 24.hu, 2024. március 23.